# Brian van Goethem
Brian van Goethem, nascido em 16 de abril de 1991 a Sluiskil, é um ciclista neerlandês, membro da equipa Lotto-Soudal.

## Biografia
Brian van Goethem nasce em 16 de abril de 1991 a Sluiskil nos Países Baixos.
Em 2013, Brian van Goethem integrou a equipa continental Metec-TKH Continental.
Em 2015, resulta profissional nas fileiras da nova equipa Roompot, que o compromete para dois anos, que toma o nome de Roompot Oranje Pelotón durante o mês de março.
No mês de setembro de 2016 prolonga o seu contrato com a formação neerlandesa Roompot-Oranje Pelotón.
Em 2019, entra para o World Tour e a equipa belga Lotto-Soudal para duas temporadas.

## Palmarés e classificações mundiais

### Palmarés
- 2007[1]
  - 3.º do Campeonato dos Países Baixos da contrarrelógio cadetes
- 2009
  - 2.º da Guido Reybrouck Classic
- 2012
  - 2.º do Circuito do Westhoek
  - 3.º do Omloop Houtse Linies
- 2013
  - Ronde van Haarlemmerliede
  - Zuid Oost Drenthe Classic II
  - Ster van Moerdijk
  - Ronde van Midden-Brabante
  - Textielprijs
  - 3.º da Flèche côtière
- 2014
  -     - 1.ª etapa do Czech Cycling Tour (contrarrelógio por equipas)

  - Grande Prêmio Marcel Kint
  - 3.º do Ster van Zwolle
- 2015
  - Grande Prêmio Briek Schotte
  - 3.º do Grande Prêmio Marcel Kint
- 2016
  - Grande Prêmio Briek Schotte
- 2017
  - 3.º do Circuito do Houtland

### Resultados nas grandes voltas

#### Volta a Espanha
1 participação
- 2019 : abandono (15. ª etapa)

### Classificações mundiais
}
| Ano             | 2013  | 2014  | 2015 | 2016  |
| UCI Europe Tour | 176.º | 242.º | nc   | 730.º |